# Армалинский, Михаил
Михаи́л Армали́нский (настоящее имя — Михаил Израилевич Пельцман; 23 апреля 1947, Ленинград) — литератор, издатель и сетевой деятель.

## Биография
Окончил Ленинградский электротехнический институт. Работал инженером, преподавал в профессионально-техническом училище. Писал стихи и прозу, посещал лито под руководством В. Сосноры и С. Давыдова. Распространял свои машинописные сборники в самиздате.

### В США
В 1976 г. эмигрировал в США.
Автор полутора десятков сборников поэзии и короткой прозы, преимущественно сексуальной тематики (характерно название одного из них: «По обе стороны оргазма»), Армалинский основал в Миннеаполисе собственное издательство «M.I.P.», выпускавшее, главным образом, его собственные сочинения, но также и другие произведения эротической литературы. Наиболее известным проектом издательства стала книга «А. С. Пушкин. Тайные записки. 1836—1837» (1986), написанная, по-видимому, самим Армалинским и рассказывающая, якобы, от первого лица о любовных приключениях Пушкина; книга несколько раз переиздавалась, переведена на ряд языков. В 2013 году вышло «академическое» издание Тайных записок и Парапушкинистики в одном томе Архивная копия от 23 марта 2013 на Wayback Machine; обложка издания повторяет дизайн обложек серии «Литературные памятники».
- Издательство Армалинского выпустило также сборники «Русские бесстыжие пословицы и поговорки» (1992), «Детский эротический фольклор» (1995) и тому подобное.
- В 2002 году в серии «Русская потаённая литература», издаваемой московским издательством «Ладомир», вышел том избранного Армалинского под названием «Чтоб знали!»
- С 1999 года издаёт Литературный журнал «General Erotic»[1].
- 22 сентября 2003 симулировал свою смерть[2].
- Московское издательство «Ладомир» выпустило четыре тома собрания сочинений Армалинского:
  - первый том «Что может быть лучше?. Измышления и фантазмы» вышел в 2012 году,
  - в 2013 — второй том: «Аромат грязного белья. Замысловатые биографии» и
  - третий том под названием «Максимализмы» тиражом 500 экземпляров.
  - Четвёртый том «Правота желаний» вышел в 2016 году тиражом 300 экземпляров.
  - Пятый том «Вызволение сути» вышел в 2021 году — это электронная книга.